# Eddy Grant
Edmond Montague Grant (Plaisance, Guayana británica, 5 de marzo de 1948) es un músico británico-guyanés de reggae, conocido por su sonido de mezcla de géneros; su música ha mezclado elementos del pop, el rock británico, el soul, el funk, el reggae, la música electrónica, los poliritmos africanos y géneros musicales latinos como la samba, entre muchos otros. Además de esto, también ayudó a ser pionero en el género del "Ringbang".

## Primeros años
Grant nació en Plaisance, Guayana Británica, y más tarde se trasladó a Linden. Su padre, Patrick, fue un trompetista que tocaba en Nello and the Luckies. En 1960, emigró para reunirse con sus padres en Londres. Vivió en Kentish Town y fue a la escuela Acland Burghley Secondary Modern en Tufnell Park, donde aprendió a leer y escribir música. Se convirtió en un gran fan de Chuck Berry, y después de verlo tocar en el Finsbury Park Astoria se decidió por una carrera musical.

## The Equals
Eddy Grant creció escuchando estilos de música indocaribeños. Cuando tenía 12 años, en el 1960, su familia emigró a Londres. Ahí empezó a escuchar otro tipo de música como el rock, el R&B o el blues. A los 17 años Eddy Grant formó su primer grupo: The Equals (los Iguales). El grupo estaba formado por Eddy Grant a la guitarra, los hermanos jamaicanos Lincoln (voz) y Derv Gordon (guitarra) y los ingleses Patrick Lloyd (bajo) y John Hall (batería). The Equals fueron la banda de música multirracial más importante del Reino Unido en esos tiempos. En el 1967 firmaron un contrato con la discográfica President Records y en ese mismo año sacaron su primer single, "I Won't Be There" perteneciente al álbum "Unequaled Equals". Este álbum entró en el Top 10 de álbumes en el Reino Unido. Un año después grabaron "I get so excited". Esta canción fue un éxito y entró en el Top 50. Su segundo álbum, "Equals Explossion", no tuvo el éxito esperado en U.K., aunque en Alemania y después en el resto de Europa una de las canciones del disco, "Hold Me Closer", alcanzó los primeros puestos de muchas listas. Y después del éxito en Europa volvió a Inglaterra donde fue el número 1 de las listas. Su tercer álbum "Sensational Equals" no entró ni en el Top 50, siendo esto todo un fracaso. En 1969 tuvieron otro éxito con el sencillo "Viva Bobby Joe". Un año después Eddy Grant formó su propia discográfica: Torpedo. Su primer sencillo en solitario fue "Let's Do It Together". No habiendo abandonado todavía el grupo, The Equals grabaron "Black Skinned Blue Eyed Boys" alcanzando este el Top 10. Y, en 1971, ocurrió lo inesperado, Eddy Grant sufrió un ataque al corazón debido a su agitado horario.

## Carrera en solitario

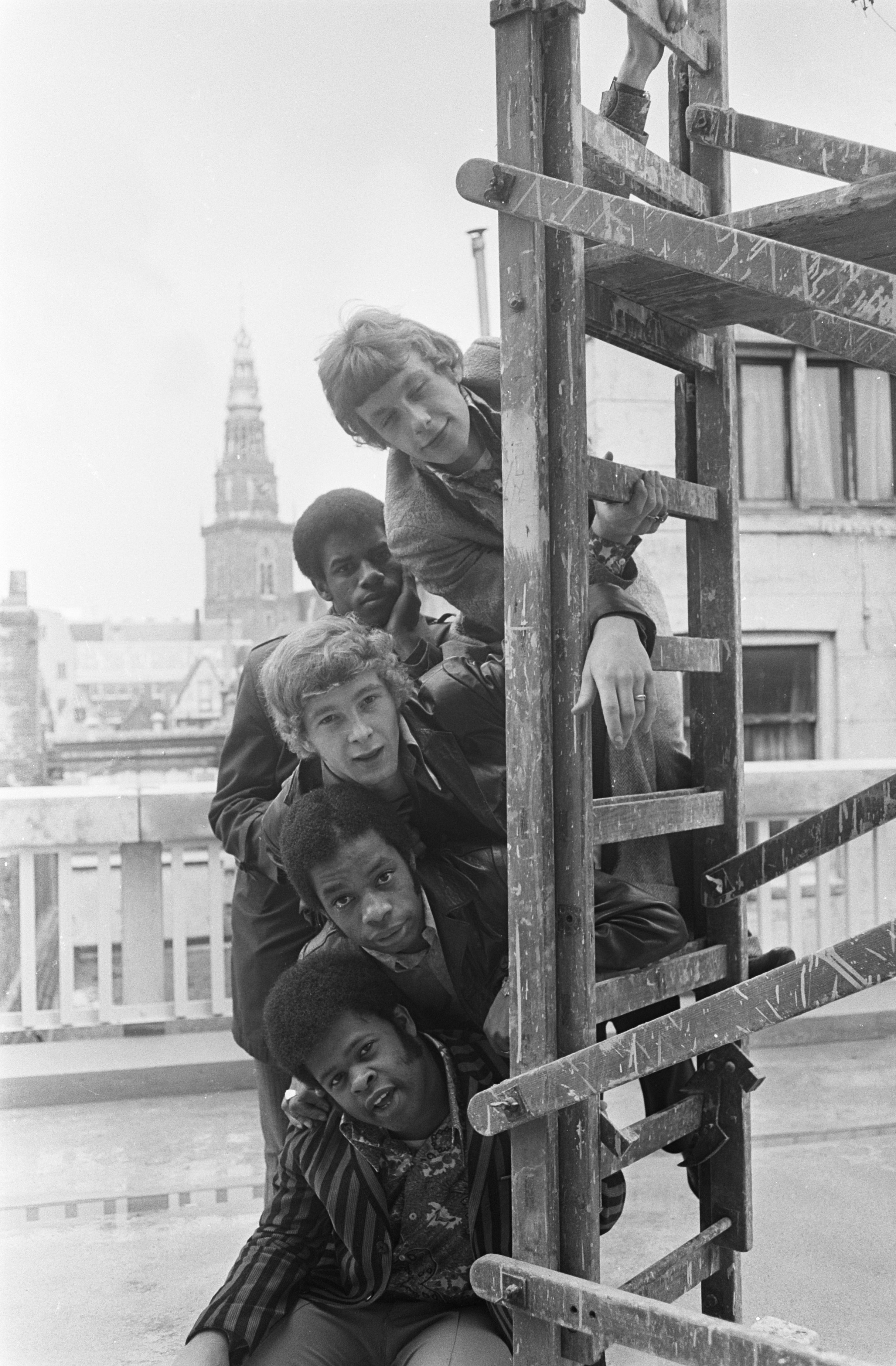
Grant (detrás) como miembro del grupo de R&B/pop-rock The Equals, fotografiado en abril de 1968 en Ámsterdam.

En 1972 abandonó el grupo (que cayó en picado sin él), vendió Torpedo, y con el dinero obtenido formó una segunda discográfica, The Coach House. Continuó produciendo a otros artistas y dejó a un lado su carrera musical hasta que en 1975 grabó su primer álbum en solitario, en el cual no tuvo éxito alguno, después en 1977 grabó su segundo álbum en solitario "Message Man". El disco no tuvo mucho éxito ya que era un estilo completamente nuevo que no gustó a los europeos. El estilo sería una derivación del Calypso. Una canción a destacar en este disco sería "Hello Africa". En 1979 Eddy Grant grabó se tercer álbum en solitario, Walking on Sunshine. Tampoco tuvo éxito excepto una de sus canciones, "Living on the Frontline" que se convirtió en un habitual de las pistas de baile. Su cuarto disco lanzado en 1980 ("Love in Exile") fue más de lo mismo, buena música y poco éxito. En ese mismo año sacó su quinto disco "My Turn to Love You". Pero fue en 1981 con "Can't Get Enough" cuando obtuvo el éxito merecido entrando en el Top 40 del Reino Unido. El álbum contaba con canciones como "Can't Get Enough of You" o "Do You Fell My Love". En agosto de ese mismo año lanzó "Live at Notting Hill" grabado en el festival de Notting Hill. En 1982 sacó al mercado "Killer on the Rampage". Este disco tuvo un éxito aplastante entrando en el Top 10 del Reino Unido y de los Estados Unidos. También llegó al número 1 de las listas británicas el primer sencillo del disco: "I Don't Wanna Dance". Otra canción "Electric Avenue" alcanzó el segundo puesto de las listas de Estados Unidos y del Reino Unido. En ese mismo año estuvo en Argentina, presentándose en el Estadio Luna Park de Buenos Aires. Otras canciones importantes del álbum son "Killer on the Rampage", "Another Revolutionary", "Latin Love Affair" o "War Party". En este mismo año Eddy Grant se trasladó a Barbados donde fundó otra discográfica: Blue Wave. En 1984 publicó "Going for Broke" y "Born Tuff". "Romancing the Stone" (canción de "Going for Broke") llegó al top 30 de EE. UU. En 1988 lanzó "File Under Rock" y en 1990 apareció "Barefoot Soldier". Obtuvo su último Top 10 en las listas británicas con "Gimme Hope Jo'anna" perteneciente al anterior disco. Esta canción tiene un importante mensaje político criticando el apartheid de Sudáfrica. Un extracto de la canción dice:
Jo'anna dirige un país,
lo dirige en Durban y en Transvaal,
hace que unos pocos estén felices,
no se preocupa del resto.
Tiene un sistema al que ellos llaman apartheid,
que mantiene a un hermano sometido,
pero posiblemente la presión haga ver a Jo'anna
cómo todos pueden vivir como uno.
En 1992 sacó "Painting of the Soul", pero ya se veía que la era de Eddy Grant había llegado a su fin. Después de este disco se concentró en producir a jóvenes artistas y en publicar recopilaciones de grandes artistas del calypso. Publicó en 1993 "Soca Baptisim", disco en el que versionaba otras canciones. En lo que restaba de siglo Eddy Grant experimentó en un nuevo estilo de música: el Ringbang. Y en el 2000 se celebró el primer festival de Ringbang en Trinidad y Tobago. En 2001 publicó "Hearts & Diamonds", que contenía canciones como "Ten out of Ten". Finalmente, en 2006 lanzó "Reparation", en el cual se distingue claramente su nuevo estilo: el Ringbang.
En 2004, Grant creó una canción para la bebida a base de yogur Yop, con la melodía "Give Me Hope Joanna".
En 2005, la Corporación de Correos de Guyana le concedió un sello postal con su imagen y el logotipo de Ringbang.
En 2006, Grant publicó el álbum Reparation.
En 2016, se anunció que Grant recibiría el Premio a la Trayectoria del Gobierno de Guyana. Anteriormente, la Corporación de Correos de Guyana le honró con un sello postal con su imagen y el logotipo de Ringbang en 2005.

## Actualidad
En 2021, Grant demandó al expresidente de Estados Unidos, Donald Trump, y a su administración, por el uso de su éxito "Electric Avenue" en un anuncio de 2020.
Actualmente Eddy Grant se encuentra en su casa de Barbados. Sigue frecuentando su estudio Blue Wave, donde sigue grabando. También continúa produciendo y ayudando a jóvenes promesas del calypso o ringbang.

## Discografía
- 1975 - Eddy Grant
- 1977 - Message Man
- 1979 - Walking on Sunshine
- 1980 - Love In Exile
- 1980 - My Turn To Love You
- 1981 - Can't Get Enough
- 1981 - Live At Notting Hill
- 1982 - Killer On The Rampage
- 1983 - Eddy Grant
- 1984 - Born Tuff
- 1984 - Going For Broke
- 1988 - File Under Rock
- 1990 - Barefoot Soldier
- 1992 - Paintings Of The Soul
- 1993 - Soca Baptism
- 2001 - Hearts & Diamonds
- 2006 - Reparation
- 2017 - Plaisance

## Recopilatorios
- 1984 - All The Hits
- 1988 - Hits
- 1989 - Walking On Sunshine: The Best Of Eddy Grant
- 1990 - Very Best Of Eddy Grant
- 1994 - Essential
- 1996 - The Best Of Eddy Grant
- 1997 - The Best Of Eddy Grant
- 1997 - Greatest Hits
- 1999 - Grant's Greatest
- 1999 - Hits Collection
- 1999 - Hits From The Frontline
- 2000 - Greatest Hits Collection
- 2000 - Hit Collection
- 2001 - Greatest Hits
- 2001 - The Best Of Eddy Grant
- 2001 - Greatest Hits
- 2008 - The Very Best of Eddy Grant Road To Reparation